# Крива де Жос (Олт)
Крива де Жос (рум. Criva de Jos) насеље је у Румунији у округу Олт у општини Пиатра-Олт. Oпштина се налази на надморској висини од 101 m.

## Становништво
Према подацима из 2002. године у насељу је живело 580 становника, од којих су сви румунске националности.